# Cymbasoma danae
Cymbasoma danae is een eenoogkreeftjessoort uit de familie van de Monstrillidae. De wetenschappelijke naam van de soort is voor het eerst geldig gepubliceerd in 1896 door Malaquin.